# NK Radnik Hrvatska Tišina
NK Radnik je bosanskohercegovački nogometni klub iz Tišine.

## Povijest
Klub je osnovan 1946. godine, iako se nogomet u Tišini igrao i 1930-ih. Mato Ivkić i Ivo Barišić ističu se među osnivačima kluba. Iz najstarijih vremena nema pisanih tragova, no bez obzira na to opravdano ga se može uvrstitit među najstarije na šamačkoj općini, pa i šire, u Posavini. Najveći prijeratni uspjesi Radnika su plasman u Zonsku ligu sjeveroistočne Bosne u sezonama 1961./62. kao prvaci Međuopćinske lige. Staro igralište klubu je u međuvremenu oduzeto zbog čega je svaka domaća utakmica bila gostujuća, jer je igrao u Bosanskom Šamcu. Zatim su im neki igrači upućeni u vojsku i tako oslabljeni Radnik nije mogao dugo izdržati taj rang natjecanja. Do 1978. igrali su u tadašnjoj Meduopćinskoj (Podsaveznoj ligi). Stvaranjem Posavske lige postali su njen član. 1978/79. ispali su iz Posavske lige u najniži rang natjecanja. Čak su jedno vrijeme prestali radom.  No došli su trener Jozo Jelačević i Ivo Blaškić, uzdigli Radnik koji je već 1982/83. osvojio prvo mjesto u Općinskoj ligi Bosanski Šamac i ušao u Posavsku ligu, a sljedeće, sezone 1983./84. bili su prvak Posavske lige. Ali, te godine preorganizirano je natjecanje na brčanskom savezu, pa je Radnik, pobijedivši Partizan iz Kostrča (3:2) u Brčkom, stekao status člana Zonske lige. U Zonskoj ligi MNS Brčko igrali su do 1990. godine. Dotad stabilini ligaši ispali su u Meduopćinsku ligu. Već ratne sljedeće sezone bili su šesti. Krajem osamdesetih godina bio pobjednik Kupa na svojoj općini. Godine 1967. osvojili su i Kup Zadrugara, gdje su među najuspješnijim klubovima, pobjedom u finalu nad Graničarom iz Brezova Polja (5:2).
U sezoni 1995./96. Radnik je igrao u posavskoj skupini A Prve lige Herceg-Bosne i zauzeo pretposljednje sedmo mjesto. U sezoni 2007./08. ispadaju iz 1. županijske lige PŽ te se u istoj ligi natječu do sezone 2012./13. nakon čega dvije sezone pauziraju u natjecanjima. 
Trenutačno se natječe u 2. županijskoj ligi PŽ.
Boja dresova je plava.

## Poznati igrači
- Niko Petričević, igrao u BSK iz Slavonskog Broda[1]

## Unutrašnje poveznice
- NK Sloga Tursinovac